# Forever Tour
Christmas in Spice World fue la tercera gira del quinteto Spice Girls y también el primero sin Geri Halliwell (ex-componente del grupo). En este tour las Spice Girls interpretaron sus nuevos temas y los de los discos anteriores, fue un tour con miles cambios de vestuario, bailarines, luces, efectos especiales...

## Información general
Tras varios proyectos en solitario y los nacimientos de los hijos de Melanie B y Victoria, las cuatro Spice Girls se reunieron en la Navidad de 1999 para ofrecer una mini-gira por Gran Bretaña, las "navidades en el mundo Spice". Ocho serían las citas, mitad en Mánchester, mitad en Londres. El grupo cantó sus éxitos de siempre, junto con canciones nuevas, como "Holler", "Right back at ya" o "W.O.M.A.N.", y una mezcla con canciones navideñas que puedes ver en el listado como "Christmas medley". 

## El escenario
El escenario tenía forma poligonal, con cuatro lados, en los que en algunas partes del show se colocaba cada una de las Spice Girls. La banda se sitúa en el centro, donde también había un podio; en él se ponían las chicas cuando se unían para hacer coreografías como la de "Stop". Precisamente durante "Who do you think you are", el podio se elevaba para permitir al público ver mejor a las chicas y conseguir un efecto espectacular. Detrás del podio había una pasarela que llevaba a un escenario grande que tenía cuatro pantallas; dos delante y dos en los extremos.

## Repertorio
ACTO 1: "Forever Spice"
Intro forever.
Spice up your life.
Something kinda funny.
Say you'll be there.
Right back at ya.
Step to me.
Mama.
Too much.
Woman.
2 Become 1.
ACTO 2: "Super Girls" 
Cambio de vestuario
Stop.
Holler.
Who do you think you are.
Never give up on the goods times.
Wannabe.
Goodbye.
ACTO 3: "Es Navidad"
Cambio de vestuario
Viva Forever.
Christmas Medley:
"Merry Xmas Everybody".
"I Wish It Could Be Christmas Everyday".
"Wannabe" (Reprise).

## Fechas Tour
| Fecha                   | Ciudad     | País        | Lugar                         |
| ----------------------- | ---------- | ----------- | ----------------------------- |
| 4 de diciembre de 1999  | Mánchester | Reino Unido | Manchester Arena              |
| 5 de diciembre de 1999  | Mánchester | Reino Unido | Manchester Arena              |
| 7 de diciembre de 1999  | Mánchester | Reino Unido | Manchester Arena              |
| 8 de diciembre de 1999  | Mánchester | Reino Unido | Manchester Arena              |
| 11 de diciembre de 1999 | Londres    | Reino Unido | Earls Court Exhibition Centre |
| 12 de diciembre de 1999 | Londres    | Reino Unido | Earls Court Exhibition Centre |
| 14 de diciembre de 1999 | Londres    | Reino Unido | Earls Court Exhibition Centre |
| 15 de diciembre de 1999 | Londres    | Reino Unido | Earls Court Exhibition Centre |